# Episodi di Royal Pains (quarta stagione)
La quarta stagione della serie televisiva Royal Pains, composta da sedici episodi, è stata trasmessa in prima visione assoluta negli Stati Uniti d'America dal canale via cavo USA Network dal 6 giugno al 16 dicembre 2012.
In Italia la stagione è stata trasmessa dal canale pay Joi, della piattaforma Mediaset Premium, dal 27 ottobre 2012 al 31 gennaio 2013; In chiaro è invece andata in onda su La5 dal 9 febbraio al 30 marzo 2014.
Il doppio episodio finale Auguri fuori stagione, che conclude l'arco narrativo di questa quarta stagione, è inteso come uno speciale film per la televisione di due ore, che racconta i preparativi del matrimonio tra Evan e Paige: ambientato eccezionalmente nel periodo natalizio, è stato trasmesso appositamente nel mese di dicembre, al di fuori della normale programmazione della serie; la prima messa in onda in lingua italiana della stagione ha invece visto il film TV trasmesso lontano dalle festività natalizie.
| nº | Titolo originale                | Titolo italiano                       | Prima TV USA      | Prima TV Italia  |
| -- | ------------------------------- | ------------------------------------- | ----------------- | ---------------- |
| 1  | After the Fireworks             | Dopo i fuochi d'artificio             | 6 giugno 2012     | 27 ottobre 2012  |
| 2  | Imperfect Storm                 | Tempesta imperfetta                   | 13 giugno 2012    | 3 novembre 2012  |
| 3  | A Guesthouse Divided            | Dividersi i compiti                   | 20 giugno 2012    | 10 novembre 2012 |
| 4  | Dawn of the Med                 | L'alba del Med                        | 27 giugno 2012    | 17 novembre 2012 |
| 5  | You Give Love a Bad Name        | Tu rovini la reputazione all'amore    | 11 luglio 2012    | 24 novembre 2012 |
| 6  | About Face                      | Facce allo specchio                   | 18 luglio 2012    | 1º dicembre 2012 |
| 7  | Fools Russian                   | Traduzione simultanea                 | 25 luglio 2012    | 8 dicembre 2012  |
| 8  | Manimal                         | Gli amici animali                     | 1º agosto 2012    | 15 dicembre 2012 |
| 9  | Business and Pleasure           | Affari e piacere                      | 15 agosto 2012    | 22 dicembre 2012 |
| 10 | Who's Your Daddy                | Chi è tuo padre?                      | 22 agosto 2012    | 29 dicembre 2012 |
| 11 | Dancing With the Devil          | Ballando col diavolo                  | 29 agosto 2012    | 3 gennaio 2013   |
| 12 | Hurts Like a Mother             | Conflitti di famiglia                 | 5 settembre 2012  | 10 gennaio 2013  |
| 13 | Something Fishy This Way Comes  | Bella addormentata                    | 12 settembre 2012 | 17 gennaio 2013  |
| 14 | Sand Legs                       | Paura d'amare                         | 19 settembre 2012 | 24 gennaio 2013  |
| 15 | Off-Season Greetings (Part One) | Auguri fuori stagione (prima parte)   | 16 dicembre 2012  | 31 gennaio 2013  |
| 16 | Off-Season Greetings (Part Two) | Auguri fuori stagione (seconda parte) | 16 dicembre 2012  | 31 gennaio 2013  |

## Dopo i fuochi d'artificio
- Titolo originale: After the Fireworks
- Diretto da: Emile Levisetti
- Scritto da: Andrew Lenchewski

### Trama
Dopo che più mangiatori competitivi si ammalano, Hank e Divya devono curarli. Evan persegue una nuova impresa commerciale, mentre Jill trascorre il suo ultimo giorno all'Hamptons Heritage.

## Tempesta imperfetta
- Titolo originale: Imperfect Storm
- Diretto da: Emile Levisetti
- Scritto da: Michael Rauch

### Trama
Il nipote di Jill deve essere curato da Hank, mentre Evan cerca di garantire un nuovo cliente. Invece Divya deve prendere una decisione difficile.

## Dividersi i compiti
- Titolo originale: A Guesthouse Divided
- Diretto da: Jay Chandrasekhar
- Scritto da: Constance M. Burge e Jack Bernstein

### Trama
Quando Hank ed Evan perseguiranno la stessa opportunità lavorativa, avranno contro tutti gli altri. A Jill viene organizzata una festa d'addio, mentre Divya cerca di aiutare Hank e Evan a fare ammenda.

## L'alba del Med
- Titolo originale: Dawn of the Med
- Diretto da: Michael Watkins
- Scritto da: Carol Flint e Jon Sherman

### Trama
Hank viene assunto da una giovane coppia. Eddie ritorna per cercare di riconciliarsi coi due figli. La mamma di Divya fa visita alla figlia, per ristabilire il rapporto con lei.

## Tu rovini la reputazione all'amore
- Titolo originale: You Give Love a Bad Name
- Diretto da: Michael Rauch
- Scritto da: Michael Rauch e Jessica Ball

### Trama
Hank e Divya curano un matchmaker mentre Evan cerca di rientrare nel suo staff. Intanto Paige progetta un partito e Boris lavora per proteggere la sua famiglia.

## Facce allo specchio
- Titolo originale: About Face
- Diretto da: Matthew Penn
- Scritto da: Constance M. Burge

### Trama
La HankMed prende in considerazione un Country Club Manager. Nel frattempo Evan ottiene un'oppurtunità in affari, mentre Boris offre a Hank un lavoro, e Divya fa una terribile scoperta.

## Traduzione simultanea
- Titolo originale: Fools Russian
- Diretto da: Allison Liddi-Brown
- Scritto da: Carol Flint

### Trama
Hank va ad un incontro segreto a Manhattan da Boris per aiutare la cura di un testardo oligarca russo, e fa amicizia con l'interprete femminile del processo. Evan e Geremia trattano con un imprenditore di Internet, nel frattempo Divya si riconcilia con suo padre.

## Gli amici animali
- Titolo originale: Manimal
- Diretto da: Mark Feuerstein
- Scritto da: John Sherman

### Trama
Hank e Divya trattano con un veterinario, mentre Evan e Paige aiutano un amico ad affrontare un lutto.

## Affari e piacere
- Titolo originale: Business and Pleasure
- Diretto da: Constantine Makris
- Scritto da: Andrew Lenchewski e Jeff Drayer

### Trama
Un agente della DEA sotto copertura è convinto di essere stato intossicato da metanfetamina.

## Chi è tuo padre?
- Titolo originale: Who's Your Daddy
- Diretto da: Michael Watkins
- Scritto da: Michael Rauch e Jon Sherman

### Trama
La HankMed cura il proprietario della locale squadra di polo. Evan è invece preoccupato per un incontro con i futuri suoceri.

## Ballando col diavolo
- Titolo originale: Dancing With the Devil
- Diretto da: Paulo Costanzo
- Scritto da: Jack Bernstein e Simrain Baidwan

### Trama
La HankMed si occupa di una popstar prima della sua tournée. Intanto Evan aiuta Paige a prepararsi per la scuola, mentre Hank viene a sapere di un pediatra locale, e Divya diventa sempre più distratta.

## Conflitti di famiglia
- Titolo originale: Hurts Like a Mother
- Diretto da: Tawnia McKiernan
- Scritto da: Jessica Ball, Aubrey Karr

### Trama
Hank lavora per diagnosticare due malattie apparentemente non correlate. Evan supporta Paige durante un momento difficile mentre il nuovo fidanzato di Divya si rivolge a Geremia per chiedergli aiuto.

## Bella addormentata
- Titolo originale: Something Fishy This Way Comes
- Diretto da: Janice Cooke
- Scritto da: Michael Rauch, Constance M. Burge

### Trama
Hank deve mettersi in viaggio per aiutare Dimitry, rimasto ferito; Paige deve invece vedersela con un segreto.

## Paura d'amare
- Titolo originale: Sand Legs
- Diretto da: Emile Levisetti
- Scritto da: Andrew Lenchewski, Antonia Ellis

### Trama
Hank annulla i progetti del fine settimana dopo il trattamento di una giocatrice di pallavolo amatoriale sulla spiaggia, perché crede che possa essere affetta da molto più di un virus estivo. Intanto Divya affronta il suo nuovo fidanzato dopo una scoperta sorprendente.

## Auguri fuori stagione (prima parte)
- Titolo originale: Off-Season Greetings (Part One)
- Diretto da: Michael Rauch
- Scritto da: Carol Flint, Jon Sherman

### Trama
Evan e Paige convolano a nozze durante le feste natalizie.

## Auguri fuori stagione (seconda parte)
- Titolo originale: Off-Season Greetings (Part Two)
- Diretto da: Michael Rauch
- Scritto da: Constance M. Burge, Michael Rauch

### Trama
Il tanto atteso matrimonio di Evan e Paige prende forma.